# アルバ議会
アルバ議会（アルバぎかい、オランダ語: Staten van Aruba）は、アルバの立法府である。

## 概要
一院制、定数21、任期4年。
比例代表制により選出。